# Municipio de Fraser (Míchigan)
El municipio de Fraser (en inglés: Fraser Township) es un municipio ubicado en el condado de Bay en el estado estadounidense de Míchigan. En el año 2010 tenía una población de 3192 habitantes y una densidad poblacional de 31,28 personas por km².

## Geografía
El municipio de Fraser se encuentra ubicado en las coordenadas 43°47′21″N 83°58′43″O / 43.78917, -83.97861. Según la Oficina del Censo de los Estados Unidos, el municipio tiene una superficie total de 102.05 km², de la cual 84 km² corresponden a tierra firme y (17,68 %) 18,04 km² es agua.

## Demografía
Según el censo de 2010, había 3192 personas residiendo en el municipio de Fraser. La densidad de población era de 31,28 hab./km². De los 3192 habitantes, el municipio de Fraser estaba compuesto por el 98,21 % blancos, el 0,19 % eran afroamericanos, el 0,47 % eran amerindios, el 0,16 % eran asiáticos, el 0,19 % eran de otras razas y el 0,78 % eran de una mezcla de razas. Del total de la población el 1,97 % eran hispanos o latinos de cualquier raza.